# 웹 스퀘어드
웹 스퀘어드(Web Squared, Web2)는 Tim O'Reilly와 John Battelle가 웹 2.0 다음 세대 웹의 특징을 지칭하기 위해 주장한 용어이다.
웹 2.0이라는 용어 자체가 O'Reilly Media Web 2.0 컨퍼런스(2004, 이 컨퍼런스는 Web 2.0 Summit으로 알려져 있다.)에서 나왔기 때문에 이 용어는 Tim O'Reilly와 밀접한 관련이 있다.
이 용어는 Web 3.0과 같이 다음세대의 웹을 지칭하기 위한 개념적인 용어지만 실제 다음 세대 웹을 어떻게 불러야 할지에 대해서는 여러 가지 의견들이 있다. 시멘틱 웹, 소셜 웹, 모바일 웹, 가상현실 등이 이러한 논의들 중의 하나이다. Tim O'Reilly와 John Battelle는 이러한 차세대 웹 기술들의 특성들을 모두 아우르는 개념을 지칭하기 위해 Web2라는 용어를 만들었다.
Web2은 폭발적으로 증가되는 센서 기반 데이터로 인해 집단 지성이 좀 더 지능적으로 진화하고 WEB 2.0 시대에 개방해 놨던 여러 서브 시스템들간의 협업이 지속적으로 일어나 미처 발견하지 못했던 가치가 발견될 것이라고 한다. 또한 웹상에서 하나의 데이터는 그 자체로 머물지 않고 새로운 데이터와 결합되거나 가공되어 새로운 컨텐츠로 탈바꿈 할 것이라고 하며 이러한 데이터의 변화를 정보 그림자라고 표현하고 있다. 웹에서 다루는 데이터들은 점점 더 실시간성 띄면서 더 많은 데이터가 웹으로 유입되고 있음을 지적하며 산술급수적으로 증가하던 데이터량이 기하급수적으로 증가된다는 예측을 담고 있다.(그래서 WEB 3.0이 아닌 WEB2 이다!)
웹은 더 이상 하나의 가상 공간이 아니며 우리 실생활에 밀접하게 관계된 하나의 생명체처럼 진화하고 있다며 이러한 웹의 변화 방식에 대한 접근 방법을 WEB2이라고 정의했다.